# Parabathyscia peragalloi
Parabathyscia peragalloi es una especie de escarabajo del género Parabathyscia, familia Leiodidae. Fue descrita por René Gabriel Jeannel en 1911.

## Distribución
Se encuentra en Francia.